# Maria Boortens
Maria Boortens ('s Gravenhage, 1626 of 1627 - Haarlem, na 1678) was een Nederlandse tekenares en graveur.
Boortens werd geboren in een welgestelde familie. Haar echtgenoot Salomon van Nieulandt was de zoon van de bekende schilder Adriaen van Nieulandt. Boortens zelf heeft een klein oeuvre, maar de bekendste ets van haar hand is het 'Bedelaarsgezin', een gespiegelde kopie van een werk van Rembrandt van Rijn.